# Estonsko na Letních olympijských hrách 1920
Estonsko se účastnilo Letní olympiády 1920 v belgických Antverpách. Zastupovalo ho 14 sportovců ve 3 sportech.

## Medailisté
| Medaile | Jméno          | Sport    | Soutěž                     |
| ------- | -------------- | -------- | -------------------------- |
| Zlato   | Alfred Neuland | Vzpírání | muži lehká váha do 62,5 kg |
| Stříbro | Alfred Schmidt | Vzpírání | muži pérová váha −60 kg    |
| Stříbro | Jüri Lossmann  | Atletika | Muži maraton               |